# Bettina Wiegmann
Bettina Wiegmann (Euskirchen, 7 de outubro de 1971) é uma ex-futebolista alemã. Foi medalhista olímpica pela seleção de seu país.

## Carreira
Bettina Wiegmann representou a Seleção Alemã de Futebol Feminino, nas Olimpíadas de 1996. 